# La Tebaida (kommunhuvudort)
La Tebaida är en kommunhuvudort i Colombia.   Den ligger i departementet Quindío, i den centrala delen av landet, 190 km väster om huvudstaden Bogotá. La Tebaida ligger 1 191 meter över havet och antalet invånare är 27 098.
Terrängen runt La Tebaida är platt norrut, men söderut är den kuperad. Runt La Tebaida är det tätbefolkat, med 982 invånare per kvadratkilometer. Närmaste större samhälle är Armenia, 14,8 km nordost om La Tebaida. Omgivningarna runt La Tebaida är en mosaik av jordbruksmark och naturlig växtlighet.